# Laura Kelly (Politikerin)

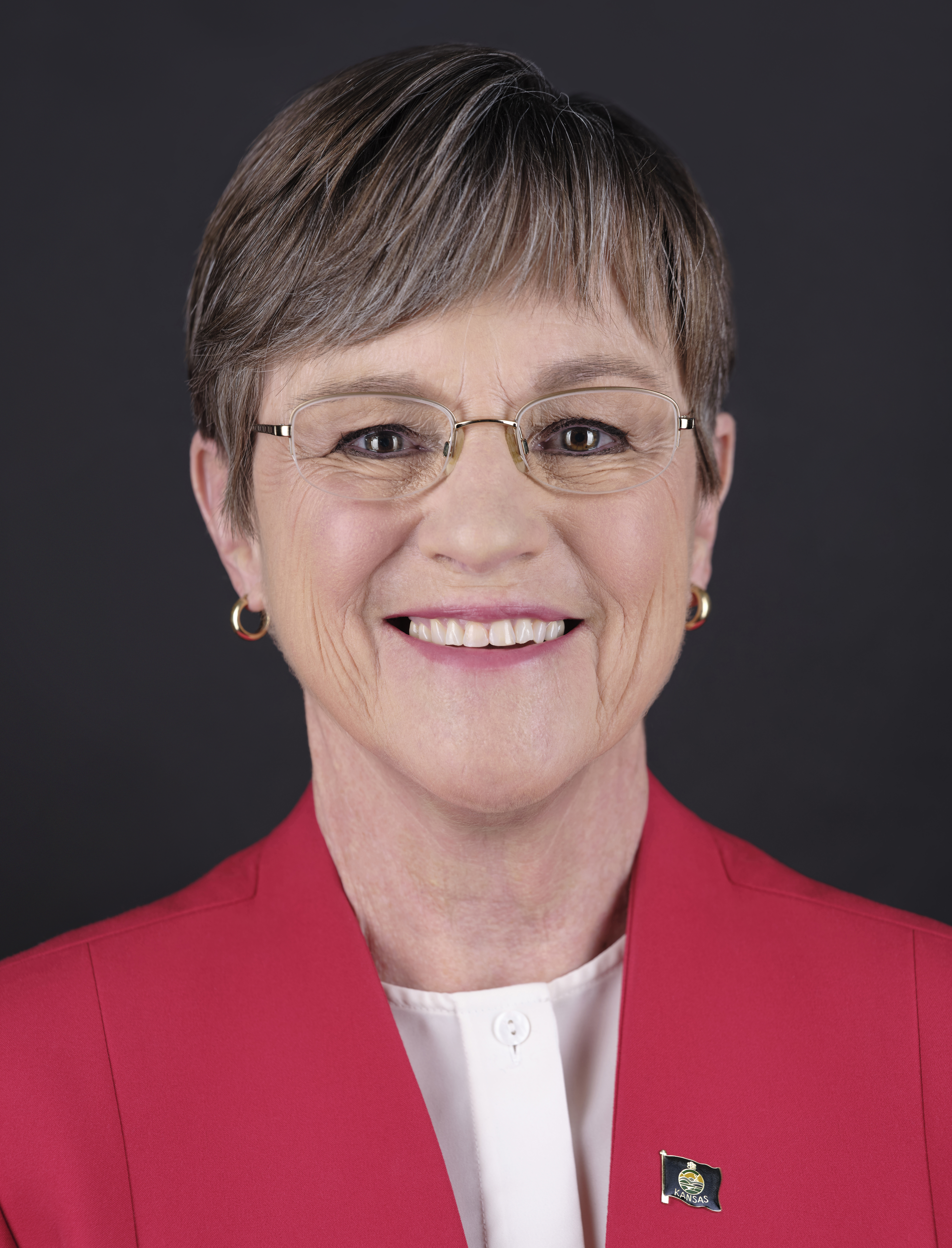
Laura Kelly (2019)

Laura Kelly (* 24. Januar 1950 in New York City) ist eine US-amerikanische Politikerin der Demokratischen Partei und seit dem 14. Januar 2019 Gouverneurin von Kansas. Von 2005 bis 2019 gehörte sie dem Senat von Kansas an.

## Werdegang
Laura Kelly wurde in New York City geboren und studierte Psychologie an der Bradley University, wo sie einen Bachelor of Science erwarb. Später machte sie ihren Master an der University of Indiana. 1986 zog sie nach Kansas und war sie zeitweise Direktorin an der Kansas Recreation and Park Association. Im Jahr 2004 wechselte Kelly in die Politik und kandidierte erfolgreich für die Demokraten um einen Sitz im Senat von Kansas, dem Oberhaus der bundesstaatlichen Legislative. Dieses Amt trat sie im Januar 2005 an. Sie wurde 2008, 2012 und 2016 als Vertreterin des 18. Wahlbezirks wiedergewählt. Ende 2009 spielte sie kurzzeitig mit dem Gedanken für das US-Repräsentantenhaus zu kandidieren, entschied sich letztlich aber dagegen. Während ihrer Zeit als Staatssenatorin stand sie der Politik des republikanischen Gouverneurs Sam Brownback kritisch gegenüber und warf diesem vor, sich nicht ausreichend um eine angemessene finanzielle Ausstattung des Bildungswesens zu kümmern.
Im Dezember 2017 gab Kelly ihre Kandidatur für das Gouverneursamt bei der Wahl 2018 bekannt. Als ihren Kandidaten für das Amt des Vizegouverneurs wählte sie Lynn Rogers, einen Fraktionskollegen aus dem Staatssenat. Nach ihrem Sieg bei der parteiinternen Vorwahl konnte sie sich die Nominierung der Demokraten im August 2018 sichern. Im Wahlkampf kam es zu einem Duell mit dem rechtsgerichteten Republikaner Kris Kobach, der sich im Zuge der republikanischen Vorwahl knapp gegen den erst im Januar 2018 für Brownback nachgerückten Amtsinhaber Jeff Colyer durchsetzen konnte. Kobach, der bisher das Amt als Secretary of State bekleidete, wurde aktiv von US-Präsident Donald Trump unterstützt und galt insbesondere in Fragen der Einwanderung als Hardliner. Die früheren republikanischen Gouverneure Mike Hayden und Bill Graves gaben hingegen eine Wahlempfehlung für Kelly. Die Abstimmung wurde von Beginn als Kopf-an-Kopf Rennen eingestuft, wobei der parteilose Bewerber Greg Orman lange als Unsicherheitsfaktor für Kelly galt. Orman, ein Unternehmer mit eher moderaten Positionen, wurden bis zu zehn Prozent der Stimmen vorausgesagt, wobei er aus beiden politischen Lagern, insbesondere aber gemäßigten Republikanern, Zuspruch erfuhr. Dennoch wurden Kelly durchaus Chancen auf einen Wahlsieg eingeräumt, da der Bundesstaat Kansas trotz seiner starken Tendenz zu den Republikanern immer wieder demokratische Gouverneure gewählt hat (zuletzt 2002 und 2006). Bei der Wahl am 6. November 2018 setzte sich Kelly dann mit 47,8 % der Stimmen gegen Kobach durch, der 43,3 % erhielt. Für Orman stimmten 6,5 % der Wähler. Wie in fast allen US-Bundesstaaten genügte bereits die einfache Mehrheit der Stimmen um die Wahl zu gewinnen. In ihrem Wahlprogramm sprach sich Kelly unter anderem für eine Ausweitung von Medicare und mehr Investitionen in Bildung aus. Laura Kelly wurde am 14. Januar 2019 als 48. Gouverneurin von Kansas vereidigt.
Am 9. November 2022 wurde sie für eine zweite Amtszeit wiedergewählt. Sie setzte sich mit 49,4 % der Stimmen gegen den amtierenden Attorney General von Kansas, Derek Schmidt (47,4 %), durch.

## Privatleben
Laura Kelly heiratete 1979 ihren Mann Ted Daughety, einen Arzt, mit dem sie in Topeka lebt. Das Ehepaar hat zwei erwachsene Töchter.